# 1524-es busz
Az 1524-es jelzésű autóbuszvonal távolsági autóbuszjárat Kecskemét és Pécs között, melyet a MÁV Személyszállítási Zrt. lát el.

## Közlekedése
Tanév tartama alatt munkanapokon és szabadnapokon 3 járatpár, tanév tartama alatt a hetek első munkanapját megelőző napon 4 járatpár szállítja az utasokat. Nyári tanszünetben naponta 3 járatpár közlekedik. Útvonalának hossza 200,1 km, menetideje 3 óra 25 perc.
Egy Pécsre közlekedő járat Császártöltésen több megállóhelyen áll meg.

## Megállóhelyei
| 0  | 0  | Kecskemét, autóbusz-állomás végállomás | 15 | 1, 2D, 2S, 7, 7C, 12D, 15, 19, 21, 21D, 22, 25, 32 550, 551, 553, 555 1080, 1081, 1085, 1087, 1090, 1092, 1348, 1362, 1376, 1499, 1528, 1529, 1547, 1566 4777, 5075, 5076, 5202, 5203, 5205, 5206, 5207, 5208, 5209, 5210, 5211, 5212, 5213, 5214, 5215, 5216, 5217, 5218, 5219, 5220, 5221, 5222, 5223, 5224, 5225, 5226, 5227, 5228, 5229, 5230, 5231, 5232, 5233, 5234, 5235, 5236, 5237, 5238, 5239, 5240, 5241, 5242, 5243, 5244, 5245, 5250, 5255, 5258, 5279, 5354, 5359, 5387, 5502 |
| 1  | 1  | Kecskemét, Mátis utca                  | 14 | 2, 2A, 2D, 2S, 32 5219, 5220, 5222 |
| 2  | 2  | Jakabszállás, vasúti átjáró            | 13 | 5218, 5219, 5220, 5221, 5222, 5271 |
| 3  | 3  | Bócsa, Abonyi major                    | 12 | 5218, 5219, 5221, 5346 |
| 4  | 4  | Bócsa, Abonyi fogadó                   | 11 | 5219, 5221, 5346 |
| 5  | 5  | Bócsa, Pipagyújtó csárda               | 10 | 5218, 5219, 5221, 5296, 5346 |
| 6  | 6  | Soltvadkert, autóbusz-váróterem        | 9  | 650 1115, 1507, 1510, 1512, 1513 5058, 5218, 5219, 5221, 5275, 5295, 5296, 5298, 5346, 5362 |
| 7  | 7  | Kecel, autóbusz-váróterem              | 8  | 555, 5056, 5218, 5219, 5226, 5232, 5290, 5295, 5297, 5340, 5349, 5369, 5371 |
| 8  | ∫  | Császártöltés, sportpálya              | ∫  | 5219, 5226, 5232, 5315, 5316, 5370, 5371 |
| 9  | 8  | Császártöltés, autóbusz-váróterem      | 7  | 5219, 5226, 5232, 5315, 5316, 5370, 5371 |
| 10 | ∫  | Császártöltés, pincesor                | ∫  | 5219, 5226, 5232, 5315, 5316, 5370, 5371 |
| 11 | ∫  | Császártöltés, újtemető                | ∫  | 5226, 5315, 5316, 5370, 5371 |
| 12 | 9  | Hajósi pincék                          | 6  | 1111 5219, 5226, 5232, 5306, 5315, 5316, 5370, 5371 |
| 13 | 10 | Érsekhalma, bejárati út                | 5  | 5219, 5226, 5315, 5316 |
| 14 | 11 | Nemesnádudvar, bejárati út             | 4  | 5219, 5226, 5315, 5316 |
| 15 | 12 | Sükösd, autóbusz-váróterem             | 3  | 1110, 1113, 1123 5219, 5226, 5310, 5311, 5312, 5314, 5315, 5316 |
| 16 | 13 | Érsekcsanád, autóbusz-váróterem        | 2  | 1110, 1113, 1123 5219, 5226, 5310, 5311, 5312, 5314, 5315, 5316 |
| 17 | 14 | Baja, autóbusz-állomás                 | 1  | 1, 2, 3, 4, 5, 7, 9 1110, 1113, 1123, 1130, 1486, 1503, 1504, 1506, 1560, 1577, 1652, 1731 5035, 5042, 5219, 5226, 5289, 5310, 5311, 5312, 5314, 5315, 5316, 5320, 5321, 5323, 5324, 5325, 5326, 5327, 5328, 5329, 5330, 5331, 5332, 5335, 5336, 5337, 5338, 5339, 5358, 5410, 5439, 5475, 5650 |
| 18 | 15 | Pécs, Fellbach utca                    | ∫  | 5647, 5660, 5661, 5662, 5663, 5856, 5857 |
| 19 | 16 | Pécs, autóbusz-állomás végállomás      | 0  | 3, 3E, 4, 4Y, 6, 6E, 7, 7Y, 8, 13, 13E, 15, 20, 21, 21A, 22, 23, 23Y, 24, 30, 30Y, 31, 32, 32Y, 34Y, 35Y, 40, 41, 41Y, 41E, 42, 42Y, 43, 46, 60, 60A, 60Y, 73, 73Y, 103, 107E, 109E, 121, 130, 130A, 973 1134, 1486, 1503, 1504, 1562, 1564, 1566, 1568, 1569, 1577, 1578, 1579, 1641, 1665, 1668, 1673, 1707, 1740, 1742, 1843 5600, 5601, 5602, 5603, 5605, 5606, 5608, 5610, 5611, 5620, 5621, 5622, 5623, 5624, 5625, 5626, 5627, 5628, 5630, 5631, 5634, 5635, 5636, 5637, 5638, 5639, 5640, 5642, 5643, 5645, 5646, 5647, 5650, 5655, 5656, 5658, 5660, 5661, 5662, 5663, 5666, 5667, 5668, 5670, 5671, 5672, 5673, 5674, 5676, 5677, 5678, 5679, 5680, 5681, 5682, 5683, 5685, 5686, 5687, 5688, 5689, 5690, 5696, 5698, 5856, 5857 |